# Pablo Und Destruktion
Pablo Und Destruktion és el projecte en solitari del músic asturià, Pablo García Díaz (Gijón, 20 de febrer de 1984) cantautor amb un estil propi a cavall entre el folk, la psicodèlia, el blues i la tonada. Té editats cinc discos Animal con Parachoques (2012), Sangrín (Discos Humeantes, 2014), Vigorexia Emocional (2015), Canciones para Antes de una Guerra (2016) i Predación (2017). Els seus directes són tant en solitari, amb la seva guitarra, els seus pedals de loop, delay i altres aparells electrònics, com quan es fa acompanyar d'altres músics.